# Manisa
Manisa là một thành phố tự trị (büyük şehir) đồng thời cũng là một tỉnh (il) của Thổ Nhĩ Kỳ. Các tỉnh và thành phố giáp ranh là: İzmir về phía tây, Aydın về phía nam, Denizli về phía đông nam, Uşak về phía đông, Kütahya về phía đông bắc, và Balıkesir về phía bắc.

## Hành chính
Trước năm 2012, trung tâm tỉnh Manisa trước đây là thành phố tỉnh lỵ (merkez ilçesi) Manisa. Năm 2012, Thổ Nhĩ Kỳ thông qua luật, công nhận các tỉnh có dân số trên 750.000 người là những đại đô thị tự quản (büyükşehir belediyeleri). Theo đó, thành phố tỉnh lỵ Manisa cũ được tách thành 2 huyện Şehzadeler và Yunusemre. Hiện tại, thành phố Manisa được chia thành 17 huyện hành chính:
- Ahmetli
- Akhisar
- Alaşehir
- Demirci
- Gölmarmara
- Gördes
- Kırkağaç
- Köprübaşı
- Kula
- Salihli
- Sarıgöl
- Saruhanlı
- Selendi
- Soma
- Şehzadeler
- Turgutlu
- Yunusemre

## Khí hậu
| Dữ liệu khí hậu của Manisa                   | Dữ liệu khí hậu của Manisa | Dữ liệu khí hậu của Manisa | Dữ liệu khí hậu của Manisa | Dữ liệu khí hậu của Manisa | Dữ liệu khí hậu của Manisa | Dữ liệu khí hậu của Manisa | Dữ liệu khí hậu của Manisa | Dữ liệu khí hậu của Manisa | Dữ liệu khí hậu của Manisa | Dữ liệu khí hậu của Manisa | Dữ liệu khí hậu của Manisa | Dữ liệu khí hậu của Manisa | Dữ liệu khí hậu của Manisa |
| Tháng                                        | 1                          | 2                          | 3                          | 4                          | 5                          | 6                          | 7                          | 8                          | 9                          | 10                         | 11                         | 12                         | Năm                        |
| -------------------------------------------- | -------------------------- | -------------------------- | -------------------------- | -------------------------- | -------------------------- | -------------------------- | -------------------------- | -------------------------- | -------------------------- | -------------------------- | -------------------------- | -------------------------- | -------------------------- |
| Cao kỉ lục °C (°F)                           | 24.0 (75.2)                | 26.4 (79.5)                | 33.5 (92.3)                | 34.7 (94.5)                | 40.6 (105.1)               | 42.4 (108.3)               | 45.5 (113.9)               | 44.5 (112.1)               | 42.4 (108.3)               | 38.2 (100.8)               | 29.9 (85.8)                | 26.4 (79.5)                | 45.5 (113.9)               |
| Trung bình ngày tối đa °C (°F)               | 10.7 (51.3)                | 12.9 (55.2)                | 16.8 (62.2)                | 21.7 (71.1)                | 27.6 (81.7)                | 32.7 (90.9)                | 35.7 (96.3)                | 35.7 (96.3)                | 31.1 (88.0)                | 24.8 (76.6)                | 17.6 (63.7)                | 12.0 (53.6)                | 23.3 (73.9)                |
| Trung bình ngày °C (°F)                      | 6.3 (43.3)                 | 7.9 (46.2)                 | 11.0 (51.8)                | 15.2 (59.4)                | 20.7 (69.3)                | 25.7 (78.3)                | 28.6 (83.5)                | 28.5 (83.3)                | 23.7 (74.7)                | 18.2 (64.8)                | 11.9 (53.4)                | 7.8 (46.0)                 | 17.1 (62.8)                |
| Tối thiểu trung bình ngày °C (°F)            | 3.0 (37.4)                 | 4.1 (39.4)                 | 6.1 (43.0)                 | 9.6 (49.3)                 | 14.4 (57.9)                | 19.1 (66.4)                | 22.2 (72.0)                | 22.3 (72.1)                | 17.5 (63.5)                | 13.1 (55.6)                | 7.7 (45.9)                 | 4.7 (40.5)                 | 12.0 (53.6)                |
| Thấp kỉ lục °C (°F)                          | −17.5 (0.5)                | −10.9 (12.4)               | −6.7 (19.9)                | −2.7 (27.1)                | 2.0 (35.6)                 | 7.4 (45.3)                 | 10.5 (50.9)                | 8.5 (47.3)                 | 3.3 (37.9)                 | −0.9 (30.4)                | −7.3 (18.9)                | −9.9 (14.2)                | −17.5 (0.5)                |
| Lượng Giáng thủy trung bình mm (inches)      | 123.5 (4.86)               | 108.4 (4.27)               | 75.9 (2.99)                | 54.9 (2.16)                | 39.0 (1.54)                | 25.1 (0.99)                | 7.7 (0.30)                 | 11.2 (0.44)                | 22.8 (0.90)                | 53.8 (2.12)                | 85.5 (3.37)                | 116.8 (4.60)               | 724.6 (28.53)              |
| Số ngày giáng thủy trung bình                | 10.80                      | 11.00                      | 9.77                       | 9.03                       | 7.07                       | 3.77                       | 1.20                       | 1.00                       | 3.03                       | 6.13                       | 8.30                       | 12.20                      | 83.3                       |
| Số giờ nắng trung bình tháng                 | 77.5                       | 96.1                       | 145.7                      | 162.0                      | 223.2                      | 267.0                      | 288.3                      | 279.0                      | 225.0                      | 170.5                      | 102.0                      | 58.9                       | 2.095,2                    |
| Số giờ nắng trung bình ngày                  | 2.5                        | 3.4                        | 4.7                        | 5.4                        | 7.2                        | 8.9                        | 9.3                        | 9.0                        | 7.5                        | 5.5                        | 3.4                        | 1.9                        | 5.7                        |
| Nguồn: Cơ quan Khí tượng Nhà nước Thổ Nhĩ Kỳ |                            |                            |                            |                            |                            |                            |                            |                            |                            |                            |                            |                            |                            |